# يويا مياشيتا
يويا مياشيتا (بالكانا:みやした ゆうや) هو مغني وممثل ياباني، ولد في 3 سبتمبر 1985 في اليابان.

## وصلات خارجية
- يويا مياشيتا على موقع IMDb (الإنجليزية)
- يويا مياشيتا على موقع قاعدة بيانات الفيلم (الإنجليزية)
- يويا مياشيتا على موقع ANN person (الإنجليزية)